# Aleksandar Berić

Aleksandar Berić, srbski pomorski častnik, * 13. junij 1906, † 12. april 1941.

## Življenjepis
Leta 1928 je diplomiral na Pomorski vojaški akademiji v Dubrovniku. 
Med aprilsko vojno je bil poveljnik rečnega monitorja Drava; prestal je dva dni napadov nemške Luftwaffe, dokler ni 12. aprila namerno potonil ladjo, pri čemer je ni zapustil.